# 觀測指標標識符邏輯命名與編碼系統
观测指标标识符逻辑命名与编码系统（Logical Observation Identifiers Names and Codes，LOINC） 是一部用于标识檢驗醫學及临床观测指标的数据库和通用标准，自1994年起由Regenstrief 研究院創立並營運。LOINC 数据库旨在促进临床观测指标结果的交换与共享。其中，LOINC术语涵蓋临床医疗护理、结局管理和临床研究等各种临床观测指标，如血红蛋白、血清钾、各种生命体徵等。

## 內容
LOINC数据库实验室部分所收录的术语涵盖了化学、血液学、血清学、微生物学（包括寄生虫学和病毒学）以及毒理学等常见类别或领域。LOINC数据库临床部分的术语则包括生命体征、血液动力学、液体的摄入与排出、心电图、产科超声、心脏回波、泌尿道成像、胃镜检查、呼吸机管理、精选调查问卷及其他领域的多类临床观测指标。

## 格式
每條LOINC指標全稱都包含五至六個主要組成部分。每個部份都以冒號分隔開。

以LOINC代碼45025-2為例：

葡萄糖^在XXX刺激之后的第4个标本:质量浓度:时间点:尿液:定量型:试纸条

第一部分(葡萄糖^在XXX刺激之后的第4个标本)為分析物，包括測試物質(葡萄糖)，任何刺激或內受試驗(在XXX刺激之后，意思是某類刺激後)，或任何校正方法(本例子沒有校正)。

第二部分(质量浓度)為屬性，用於區分同一物質不同類型的量。以這個例子，質量濃度指檢驗結果單位會是質量(如mg)除以體積(例如L)。

第三部分(時間點)為時間特徵，代表檢測發生的時長及時刻。例子中「時間點」意指當刻或隨機樣本。

第四部分(尿液)為體系類型，代表樣本類型，如例子中的尿液，或腦髓液、血清等。

第五部分(定量型)為標尺/精度類型，表示結果的數據類型。例子中定量型指結果多為數值或數值範圍(如20, >5)。

第六部分(试纸条)為方法類型。當檢驗物用不同檢驗方法有不同臨床意義或參考值範圍不同時，方法類型才會加上以茲識別。以本例說明，試紙條之臨床意義與常見之分光光度法測試不同，因而特別說明之。

## 用途
当前，大多数实验室及其他诊断服务部门都在采用或倾向于采用HL7等类似的卫生信息传输标准，以电子消息的形式，将其结果数据从报告系统发送至临床医疗护理系统。然而，在标识这些检验项目或观测指标的时候，这些实验室或诊断服务部门采用的却是其自己内部独有的代码。这样，临床医疗护理系统除非也采用结果产生和发送方的实验室或观测指标代码，否则，就不能对其接收到的这些结果信息加以完全的“理解”和正确的归档；而当存在多个数据来源的情况下，除非花费大量的财力、物力和人力将多个结果产生方的编码系统与接受方的内部编码系统加以一一对照，否则上述方法就难以奏效。作为实验室检验项目和临床观测指标通用标识符的LOINC代码解决的就是这一问题。
　　Regenstrief研究院（Regenstrief Institute, Inc.） （页面存档备份，存于）最初于1994年建立了LOINC，且至今一直负责着它的维护工作。Regenstrief研究院是一家国际上公认的非营利性医学研究机构。LOINC是针对临床医疗保健与管理工作在电子数据库方面的需求而创建的。公众可免费获得和使用LOINC。Regenstrief 研究院（Regenstrief Institute）一直负责并承担着LOINC数据库及其支持文档的维护工作，並每半年更新一次，最新版本為2.72(2022年2月版)。LOINC标准已经具有英语、德语、法语、西班牙语及简体中文等共计15个语种/方言版本，共有98,268條編碼，而其网站已经拥有34694位用户，分别来自163个国家/地区。

## 参阅
- CDA
- CPT
- DICOM
- HL7
- IUPAC
- SNOMED CT
- 医学实验室
- 临床
- 临床文档
- 放射医学
- 护理学
- 问卷调查
- 检验医学
- 检验项目
- 检验结果
- 实验室信息系统
- 电子病历
- 电子健康档案
- 受控词表
- 编码
- 命名
- 标识符
- 观察